# جونکی کویکه
جونکی کویکه (انگلیسی: Junki Koike؛ زادهٔ ۱۱ مهٔ ۱۹۸۷) بازیکن فوتبال اهل ژاپن است.
از باشگاه‌هایی که در آن بازی کرده‌است می‌توان به باشگاه فوتبال جف یونایتد ایچیهارا چیبا، باشگاه فوتبال اوراوا رد دیاموندز، و باشگاه فوتبال توکیو وردی اشاره کرد.